# Gustav Abb
Gustav Abb (23. února 1886, Berlín – 28. dubna 1945, tamtéž) byl německý knihovník a nacistický činitel.

## Život
Narodil se 23. února 1886 v Berlíně jako syn tajného rady Wilhelma Abba.
Studoval historii, němčinu a filosofii ve městě Freiburg im Breisgau a Berlíně. Roku 1911 získal doktorát za dizertaci o Chorinském klášteře. Poté začal pracovat v univerzitní knihovně v Greifswaldu a následně v univerzitní knihovně v Göttingenu.
Po účasti v první světové válce pokračoval ve své knihovnické kariéře v univerzitní knihovně v Berlíně. V letech 1921–1925 byl předsedou Pruského poradního sboru pro knihovnické záležitosti. Roku 1923 se stal knihovním radou Berlínské státní knihovny, a od roku 1928 vedl oddělení výpůjček.
Po převzetí moci nacisty vstoupil 1. května 1933 do NSDAP (členské číslo: 2 579 453).
Roku 1935 se stal ředitelem Berlínské univerzitní knihovny. Od roku 1937 byl předsedou Svazu německých knihovníků (VDB).
Po Anšlusu prohlásil 30. května 1939 v zahajovacím projevu na výročním zasedání VDB ve Štýrském Hradci, že „v celých dějinách světa nedošlo k žádnému převratu, žádné intelektuální revoluci, která by uznala moc knih a knihoven jasněji a rozsáhleji než národní socialismus“. Adolfa Hitlera označil za „tvůrce a posilovatele Velkoněmecké říše“.
Během druhé světové války mu byla udělana hodnost SS-Sturmbannführer. V červenci 1940 jmenován vedoucím hlavní správy knihoven v okupovaném Polsku (Generální gouvernement). Po útoku na Sovětský svaz v roce 1941 se stal pověřencem pro bezpečnost knihoven a péči o knihy ve východním operačním prostoru v Einsatzstab Reichsleiter Rosenberg.
Padl v závěrečné bitvě o Berlín.
Byl ženatý s Margaretou roz. Fleck a měli spolu dvě dcery Friederike a Franzisku.